# Света Параскева (Туркохор)
Вижте пояснителната страница за други значения на Света Параскева.
„Света Параскева“ (на гръцки: Αγία Παρασκευή) е православна църква в берското село Туркохор (Патрида), Гърция.
Църквата е построена в края на XVIII век. След заселването на понтийците в Туркохор в 1922 година в църквата са поставени ценностите и иконите, донесени от църквата „Сретение Господне“ в Тахтагран.